# Spectriforma gracilicollis
Spectriforma gracilicollis är en insektsart som först beskrevs av Sjöstedt 1921.  Spectriforma gracilicollis ingår i släktet Spectriforma och familjen Morabidae. Inga underarter finns listade i Catalogue of Life.